# Barásoain
Barásoain è un comune spagnolo di 544 abitanti situato nella comunità autonoma della Navarra.